# Jos Volders
Jos Volders, né le 30 juin 1949 à Kwaadmechelen, est un joueur de football belge, qui évoluait comme défenseur. Il a disputé la majorité de sa carrière dans deux des trois « grands » clubs traditionnels de Belgique, le RSC Anderlecht et le FC Bruges. Il a été repris une fois en équipe nationale. Il a mis un terme à sa carrière professionnelle en 1984, après 17 ans de professionnalisme.

## Carrière
Jos Volders effectue sa formation dans le club de sa ville, le KFC Taxandria Kwaadmechelen. En 1967, il intègre l'équipe première du Sporting d'Anderlecht, quadruple champion en titre. Il participe à 10 matches de championnat lors de sa première saison, et devient également champion de Belgique. La concurrence était très forte dans le groupe, le jeune joueur devant faire face à des joueurs comme Maurice Martens, Georges Heylens, Jean Cornelis ou Pierre Hanon. La saison suivante, le coach roumain Norberto Höfling ne le fait jouer que très rarement, tout comme Pierre Sinibaldi, revenu au club après le licenciement du roumain. 
Jos Volders doit attendre l'arrivée de l'Allemand Georg Kessler en 1971 pour retrouver une place dans le onze de base. Il devient un des joueurs de base dans la défense des mauves, et remporte encore deux fois le championnat de Belgique en 1972 et 1974, et deux fois la Coupe de Belgique en 1972 et 1973.
Après avoir remporté le titre pour la troisième fois en 1974, Volders signe un contrat au FC Bruges, un club qui monte en puissance à l'époque. Le Club cherche à bâtir une équipe solide pour jouer le titre chaque année, et en plus de Volders, les dirigeants ont transféré, entre autres, René Vandereycken, Birger Jensen ou encore Roger Van Gool, emmenés par un nouveau coach, l'Autrichien Ernst Happel. Il vit les meilleures années du Club Brugeois, remportant trois titres consécutifs en 1976, 1977 et 1978, ainsi que la Coupe de Belgique en 1977. Il participe également aux épopées européennes de Bruges, atteignant la finale de la Coupe UEFA 1975-1976, et la finale de la Coupe des clubs champions 1977-1978. Durant cette période, il est appelé une fois en équipe nationale belge.
Après cette finale perdue, Ernst Happel quitte le club. Jos Volders remporte pour la septième fois le championnat de Belgique en 1980, sous la direction du Néerlandais Han Grijzenhout. La saison suivante, le club est dirigé par le Français Gilbert Gress, qui n'aligne Volders que quatre fois dans la saison. Le Français est licencié en fin de saison, mais le club perd beaucoup de joueurs importants en même temps. René Vandereycken part à Genoa, Walter Meeuws au Standard de Liège, Georges Leekens à Saint-Nicolas, sans oublier les fins de carrière de Fons Bastijns ou Raoul Lambert, survenue deux ans plus tôt. Lors de la saison 1981-1982, le FC Bruges lutte pour le maintien. 
Âgé de 33 ans, Volders décide de quitter le club pour aller jouer à Malines, en Division 2. Il connaît à nouveau le succès en remportant le titre de champion de Division 2 dès sa première saison au club, et termine sixième la saison suivante, à seulement deux points des places qualificatives pour la Coupe d'Europe.
Après ces deux saisons malinoises, Jos Volders met un terme à sa carrière professionnelle, avec un des plus beaux palmarès de Belgique : 7 titres de champion, 3 Coupes de Belgique, et 2 finales européennes disputées. Il devient joueur-entraîneur à l'Eendracht Aalter, et entraîne par la suite le VK Torhout et le FC Oostakker, avant de quitter définitivement le monde du football.

## Palmarès
- 7 fois champion de Belgique, 3 fois avec le Sporting d'Anderlecht en 1968, 1972 et 1974, et 4 fois avec le FC Bruges en 1976, 1977, 1978 et 1980.
- 3 fois vainqueur de la Coupe de Belgique, 2 fois avec le Sporting d'Anderlecht en 1972 et 1973, et 1 fois avec le FC Bruges en 1977.
- 1 fois champion de Belgique de Division 2 en 1983 avec le FC Malines.